# Dorofiivka, Pidvolociîsk
Dorofiivka (în ucraineană Дорофіївка) este o comună în raionul Pidvolociîsk, regiunea Ternopil, Ucraina, formată numai din satul de reședință.

## Demografie
Componența lingvistică a comunei Dorofiivka
     Ucraineană (99,38%)
     Alte limbi (0,42%)
Conform recensământului din 2001, majoritatea populației comunei Dorofiivka era vorbitoare de ucraineană (99,38%), existând în minoritate și vorbitori de alte limbi.